# وعادت الحياة (فلم)
وعادت الحياة  فيلم دراما مصري للمخرج نادر جلال عام 1976  عن قصة الروائي إبراهيم الورداني «القيد»، وكتب السيناريو والحوار محمد مصطفى سامي. الفيلم من بطولة  نور الشريف - سهير المرشدي - وحيد سيف - ميمي جمال - عماد حمدي - توفيق الدقن، ظهرت ناهد شريف كضيفة شرف  وتدور أحداث الفيلم حول طفل يختفي من أمام مدرسته الداخلية التي يقيم فيها بعيداً عن والديه المنفصلين بعد قصة حب وزواج استمر لسنوات.
صدر الفيلم إلى دور العرض المصرية في 26 يوليو 1976.
منح موقع قاعدة بيانات الأفلام على الإنترنت (IMDB) الفيلم درجة 7.8/ 10.
منح موقع قاعدة بيانات الأفلام العربية «السينما.كوم» الفيلم درجة 5.3/ 10.

## طاقم التمثيل
نور الشريف: في دور عزت أحمد فهمي (والد الطفل المختفي)
سهير المرشدي: في دور راوية محمود لطفي (والدة الطفل المختفي)
وحيد سيف: في دور صلاح (صديق مشترك لعزت وراوية)
ميمي جمال: في دور سوسن (زوجة صلاح)
عماد حمدي: في دور ناظر المدرسة الداخلية
توفيق الدقن: في دور إبراهيم الضب
مدحت جمال: في دور الطفل علاء الدين (ابن عزت وراوية)
ناهد شريف: في دور أم الطفل شريف (ضيفة شرف الفيلم)
نعيمة الصغير: في دور المعلمة (زعيمة وكر الرذيلة)
ليلى فهمي: في دور شفيقة
جمال إسماعيل: في دور حنفي
سيف الله مختار: في دور زقلط (تابع المعلمة)
محمد شوقي: في دور سائق سيارة الأجرة
عبد الغني النجدي: في دور بشندي
محمد حمدي: في دور مأمور قسم شرطة باب شرق
أمل إبراهيم: في دور بداره
محمد أبو حشيش: في دور مسئول الاستقبال في المستشفى
علي مصطفى: في دور رجل سرقت أمواله بالمولد
ميرفت كاظم: في دور والدة راوية
سهير صبري: في دور سهام
نعيم عيسى: في دور رئيس مندوبي المشروع الجديد
حللي محمد: في دور عليوة
كنعان وصفي: في دور رجل من رجال المعلمة
صالح الإسكندراني: في دور رجل بمقهى المولد
بالاشتراك مع: مصطفى الشامي - نيللي فؤاد - عصام العشري - هشام العشري - سمير رستم - فايزة عبد الجواد.

## أحداث الفيلم
يمتلك المهندس الناجح عزت أحمد فهمي (نور الشريف) شركة مقاولات، وكان متزوجًا من المضيفة الأرضية راوية محمود لطفي (سهير المرشدي)، وله ابن صغير يُدعى علاء (مدحت جمال). يقوم عزت بالحاق ابنه بمدرسة داخلية بالإسكندرية، ويتبادل هو وراوية اصطحابه في الإجازة المدرسية كل أسبوع. يبدو علاء شرس وعدواني لمعاناته من انفصال والديه وإحساسه بالغربة. ينشغل عزت عن اصطحاب علاء للنزهة في الأجازة، فيهرب الطفل من المدرسة، ويخبر مدير المدرسة (عماد حمدي) والديه بهروبه. يبدأ الاثنان رحلة البحث عنه لدى زملائه لمعرفة أين ذهب. كان عزت وراوية قد تزوجا عن حب، وبدءا رحلة كفاح سويًا، فلما نجح عزت في عمله طلب من زوجته راوية أن تترك عملها وتتفرغ للمنزل، وذلك لمعاناته وابنه من إنشغال راوية بعملها وإهمال البيت، وتمسكت راوية بعملها ودبت الخلافات بينهما وزادتها الحماة (ميرفت كاظم) إشتعالًا، وحاول صلاح (وحيد سيف) الصديق المشترك الإصلاح بينهما، وحاولت زوجته سوسن (ميمي جمال) مع راوية، ولم تفلح جهودهم وتم الطلاق وإيداع علاء بالمدرسة الداخلية.
يلتقي علاء بطفلين من أطفال الشوارع (عصام العشري) و (هشام العشري) ويصطحبوه إلى أحد الموالد ويعلموه كيفية سرقة رواد المولد ثم يصطحبوه إلى وكر العصابة التي تشرف على تعليمهم فنون السرقة، وتقوم المعلمة (نعيمة الصغير) بالترحيب بعلاء وتعهد به إلى زقلط (سيف مختار) لتعليمه فنون السرقة. تجمع عملية البحث عن الإبن المفقود بين الزوجين السابقين عزت وراوية، ويبدو الحب في قلوبهم، ويظهر العتاب والرغبة في عودة الحياة الزوجية.
تداهم الشرطة وكر العصابة وتلقي القبض على الجميع ويتم إعادة علاء إلى مدرسته، وتعود الأسرة إلى حياتها الأولى.

## روابط خارجية
- مقالات تستعمل روابط فنية بلا صلة مع ويكي بيانات
- وعادت الحياة على موقع الدهليز
- وعادت الحياة على موقع كاروهات

https://letterboxd.com/film/film:672017/ وعادت الحياة (فيلم)
https://www.themoviedb.org/movie/750988 وعادت الحياة (فيلم)